# Mechtras
Mechtras (en kabyle : Amecras, en tifinagh: ⴰⵎⴻⵛⵔⴰⵙ) est une commune de la wilaya de Tizi Ouzou, située dans la région de la Grande Kabylie, en Algérie. Elle est localisée à 32 km au sud de Tizi Ouzou. La commune relève de la daïra de Boghni.

## Géographie

### Localisation
La commune de Mechtras est située au sud-ouest de la wilaya de Tizi Ouzou. Elle est délimitée :
- au nord, par la commune de Souk El Thenine ;
- à l'est, par la commune de Tizi N'Tlatha ;
- au sud, par la commune d'Assi Youcef ;
- au sud-ouest et à l'ouest, par la commune de Boghni.

| Boghni | Souk El Thenine     | Tizi N'Tleta |
| Boghni | Mechtras            | Tizi N'Tleta |
| Boghni | Boghni, Assi Youcef | Assi Youcef  |

### Les villages de la commune
La commune de Mechtras est composée de 24 villages  :
- Ath Yemghour (Ait-Imghour)
- Ath Ali Ouaïssa
- Thigmi (Ait-Imghour)
- Ihsnawen
- Mechtras Centre
- Tala Boumghar
- Tazrout
- Tighilt
- Alma n Dinar
- Thaghoza Atmane
- Ath Oumrane
- Thansawt
- Ahetsou
- Ath Ali Aissa
- Thiqesraithe (ath ali aissa)
- Igran gili (ath ali aissa)
- Attmakhssente
- Lqentra
- Ath Aalaye
- Thaghoza
- Ath El Hadj (Ait-Imghour)
- Ath Bouhamssi (Ait-Imghour)
- Ath Amar (Ait-Imghour)

- Thagherdemth

## Histoire
L'histoire de la commune de Mechtras a été marquée par les tragiques évènements du mois d'octobre 1958. Dans le contexte de la Révolution algérienne, les habitants de Mechtras ont massivement répondu à l'appel du FLN au boycott du référendum du 28 septembre 1958. Les tensions avec l'Armée française se sont accrues la semaine suivante après l'arrestation de trois hommes originaires de Mechtras pour leur implication dans l'attaque d'un camp militaire à Draâ El Mizan. Le 8 octobre 1958, les troupes coloniales ont encerclé la localité et ont procédé à l'arrestation de 45 jeunes en âge de prendre les armes. Ils seront torturés et tués. Lors de la seule journée du 9 octobre 1958, 27 jeunes hommes de Mechtras seront fusillés par les soldats de l'armée coloniale. Au niveau du seul village d'Aït Imghour, ce sont 7 jeunes qui seront fusillés sur la placette du village le 9 octobre 1958.

## Transports
La situation géographique de la ville la place sur un axe reliant les villes Draa El Mizane, Boghni et les Ouadias sur la RN 30.

## Hydrographie
Mechtras est une commune riche en eau de source. Elle compte plusieurs points d’eau permanents et certains habitants disposent de puits privés.

## Économie
L’agriculture est l'activité économique principale de la commune.
Amechras est connue pour sa production fruitière (agrumes de toutes sortes, prunes, figues, noix). De plus, Mechtras est une des rares régions d'Algérie (avec Miliana, Tlemcen, Blida et Médéa) où le Kaki (ou plaquemine) est cultivé. Chaque année, une fête de la plaquemine est organisée dans la commune à l’initiative de l’association culturelle Tala U Guellid. Elle rassemble plusieurs dizaines d'exposants et de producteurs,.
A l'instar des autres régions de Kabylie, les oliviers couvrent une importante partie des terres agricoles de la commune. Ils sont essentiellement destinés à la production d'huile d'olive.

## Culture
Un festival de la chanson moderne (Tafaska n Ccna Atrar en langue amazighe) se tient chaque année à Mechtras avec la participation d'artistes venus de différentes régions du pays. La 17ème édition de ce festival s'est tenue du 20 au 22 juin 2024 à la Maison de jeunes de la localité,.

## Personnalités liées à la commune
- Youcef Atal, footballeur international algérien[13].
- Souad Massi, chanteuse née à Alger et dont la famille est originaire de Mechtras[14].
- Meziane Aghilas, de son vrai nom Meziane Attar, chanteur kabyle, décédé en 2020[15].